# Zones humides d'Ille-et-Vilaine
Pour les articles homonymes, voir Zone humide (homonymie).

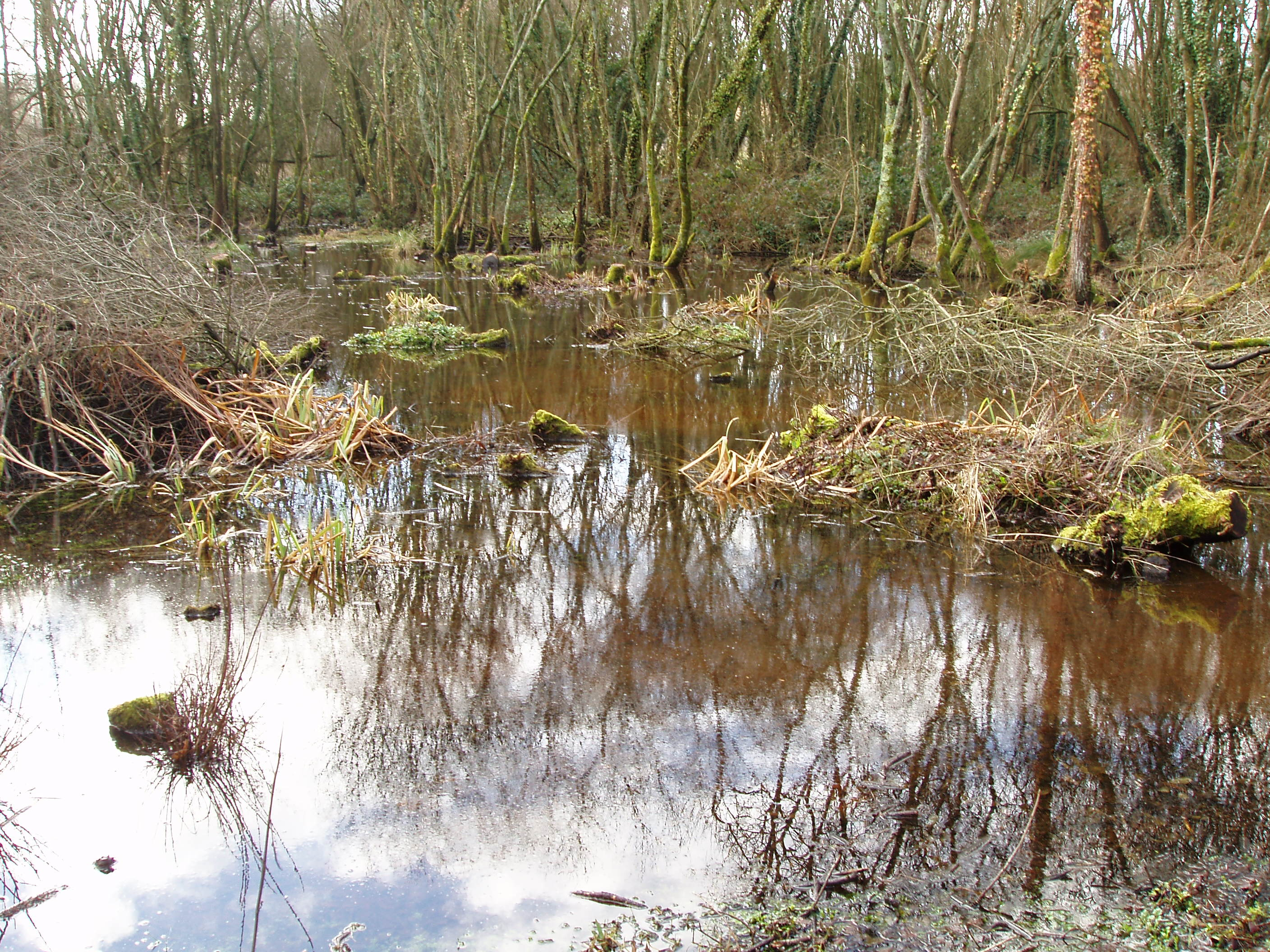
Bois humide à Vitré

Les zones humides d'Ille-et-Vilaine sont les milieux naturels favorisés par la situation géographique (climat océanique) et les aspects géologiques (sous-sol peu perméable et relief) du département, et où la présence de l'eau, plus ou moins libre, est déterminante du point de vue écologique au moins.
Les zones humides sont de manière générale des écosystèmes riches. La géologie du département est à l'origine de terres essentiellement siliceuses et de milieux acides, la végétation étant adaptée à cette condition en dehors de quelques secteurs à dominante calcaire (secteur de Saint-Suliac et sud de Rennes).
Le conseil général d'Ille-et-Vilaine selon sa politique de protection du patrimoine naturel participe à la préservation des zones humides et à leur prise en considération par la population, par exemple « Les zones humides du littoral, les marais et étangs intérieurs [qui] servent de haltes migratoires et zones d'hivernages pour de nombreux oiseaux d'eau de passage. » dont il est fait état dans son magazine trimestriel.

## Cours d'eau
La longueur cumulée des cours d'eau d'Ille-et-Vilaine est de 6 550 km. Ce réseau dense se répartit entre le bassin de la Vilaine et celui du Couesnon, et les affluents de la Sélune (Beuvron, Airon, Goulfair) et de la Rance (Néal, Donac, Linon, canal d'Ille-et-Rance).  
Les sols et sous-sols schisteux ou granitiques, peu perméables et défavorables aux nappes phréatiques (les 4/5 de l'eau sont superficiels), conjugués aux pluies de climat océanique, confèrent une grande irrégularité au débit, variations saisonnières et d'une année à l'autre ; fort à très élevé en hiver avec des inondations fréquentes localement, assez faible l'été et variable selon la pluviométrie annuelle.
Département de forte productivité agricole depuis le milieu du XXe siècle, ces activités ont de nombreux effets surtout via le ruissellement sur le régime des eaux et leur qualité, alors que la majeure partie de l'eau potable provient des eaux de surface.
Sur la commune de Gévezé, le cours de la Flume est l'objet d'un programme, mené depuis 2011 par le syndicat intercommunal du bassin de la Flume, pour la valorisation de sa biodiversité en lien avec huit hectares de prairies humides (plaine de Launay-Geffroy) : enrochement pour favoriser la truite ; creusement de noues ; végétalisation des berges ; restauration des haies.

## Étangs

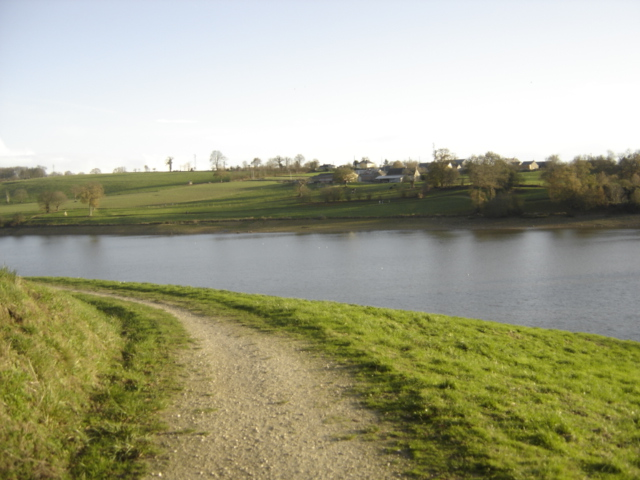
Étang de la Cantache

La majorité des étangs sont artificiels et leur nombre a augmenté au détriment de zones humides d'intérêt écologique supérieur : « Le département d'Ille-et-Vilaine compte 7 740 plans d'eau naturels ou artificiels, dont près de 1900 ont été réalisés après 1986 » 
Trente-quatre étangs ont une surface supérieure à 20 hectares, hormis les 350 hectares environ que représentent les gravières au sud-ouest de Rennes.
Si quelques étangs ont une physiognomie complexe (Étang de boulet à Feins), la plupart se rattachent assez simplement comme écosystème à l'un des types suivants :
Les étangs oligodystrophesSubstrats siliceux ; dynamique végétale très lente ; groupement à Littorella uniflora sur les berges.
Les étangs dystrophesSubstrats siliceux ; configurations plus complexes que les oligodystrophes.
Les étangs oligo-mésotrophesPeu en Bretagne en dehors du département ; dynamique végétale lente.
Les étangs mésotrophes initiauxLe plus fréquent ; souvent des berges abruptes ; diversité végétale faible.
Les étangs méso-dystrophes à CarexSédimentation organique notable.
Les étangs méso-eutrophesDans les bassins sédimentaires et plateaux limoneux ; roselières.
Les étangs eutrophesRoselières ; végétation aquatique variée et dynamique ; évolution en marais.
Les étangs alcalinspeu représentés en Ille-et-Vilaine (bas-marais du littoral).
À Iffendic, un observatoire ornithologique est à la disposition du public à l'étang de Careil.

## Mares

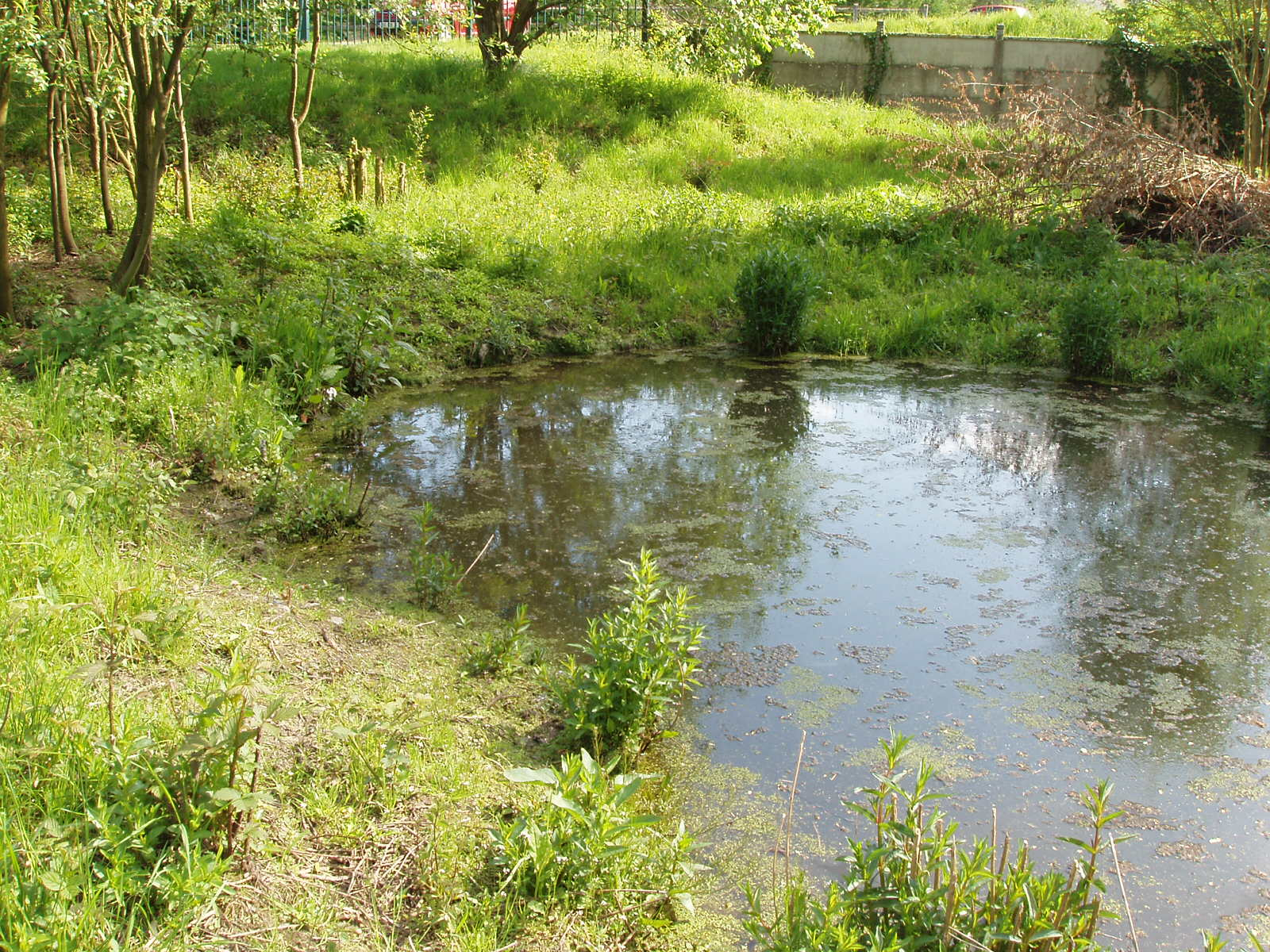
Mare à Vitré

Nombreuses autrefois dans cette région d'élevage où elles servaient d'abreuvoir pour les bovins et les chevaux principalement, elles se sont raréfiées selon trois modalités : absence d'usage et d'entretien, évolution des techniques agricoles ; remembrements des terres.

## Marais
Les marais sont principalement localisés au sud avec les marais de Vilaine (Redon), et au nord avec principalement le marais de Dol en bordure de la Manche ; les uns et les autres exploités plus ou moins intensivement par l'agriculture.

## Prairies hygrophiles

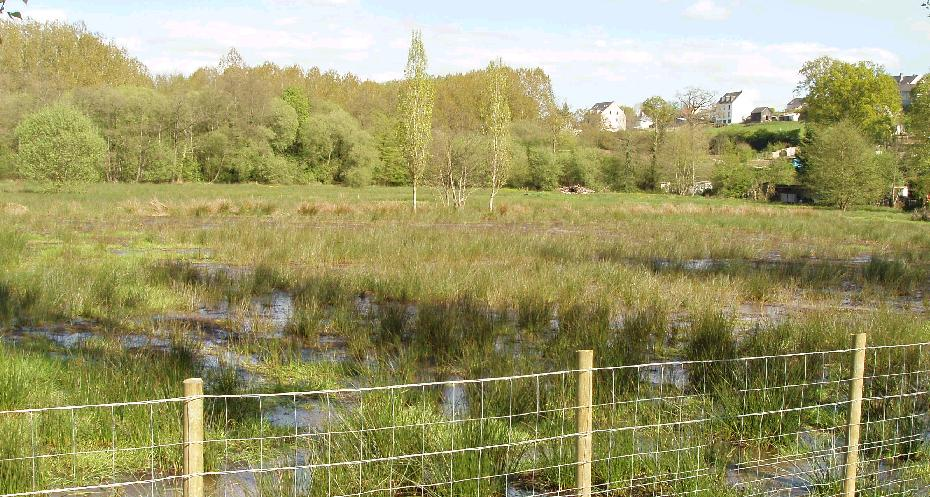
Prairies humides à Vitré

Les prairies constamment humides (inondées parfois) sont nombreuses et possèdent une végétation d'une grande diversité selon les sites ; les principaux types sont :
- Groupement à Glyceria fluitans et Agrostis stolonifera ;
- Le pré tourbeux à Juncus acutiflorus ;
- Le pré hygrophile acide à Scorzonera humilis ;
- Le pré pâturé hygrophile à Juncus acutiflora et Cynosurus cristatus.

Comme pour les marais, un usage agricole modéré (fourrage) est plutôt favorable à la Biodiversité.

## Tourbières
Les tourbières du département sont de petite taille et ne représentent que 12 % des sites d'intérêt biologique à l'échelle régionale, soient 22 sites, dont quatre tourbières d'intérêt national :
- tourbières de Landemarais à Parigné ;
- tourbière des Petits Prés à Erbrée ;
- tourbière des Alleux à Saint-Jean-sur-Vilaine ;
- tourbière du Pas du Houx à Paimpont (tourbière d'intérêt régional à l'étang de l'Abbaye).

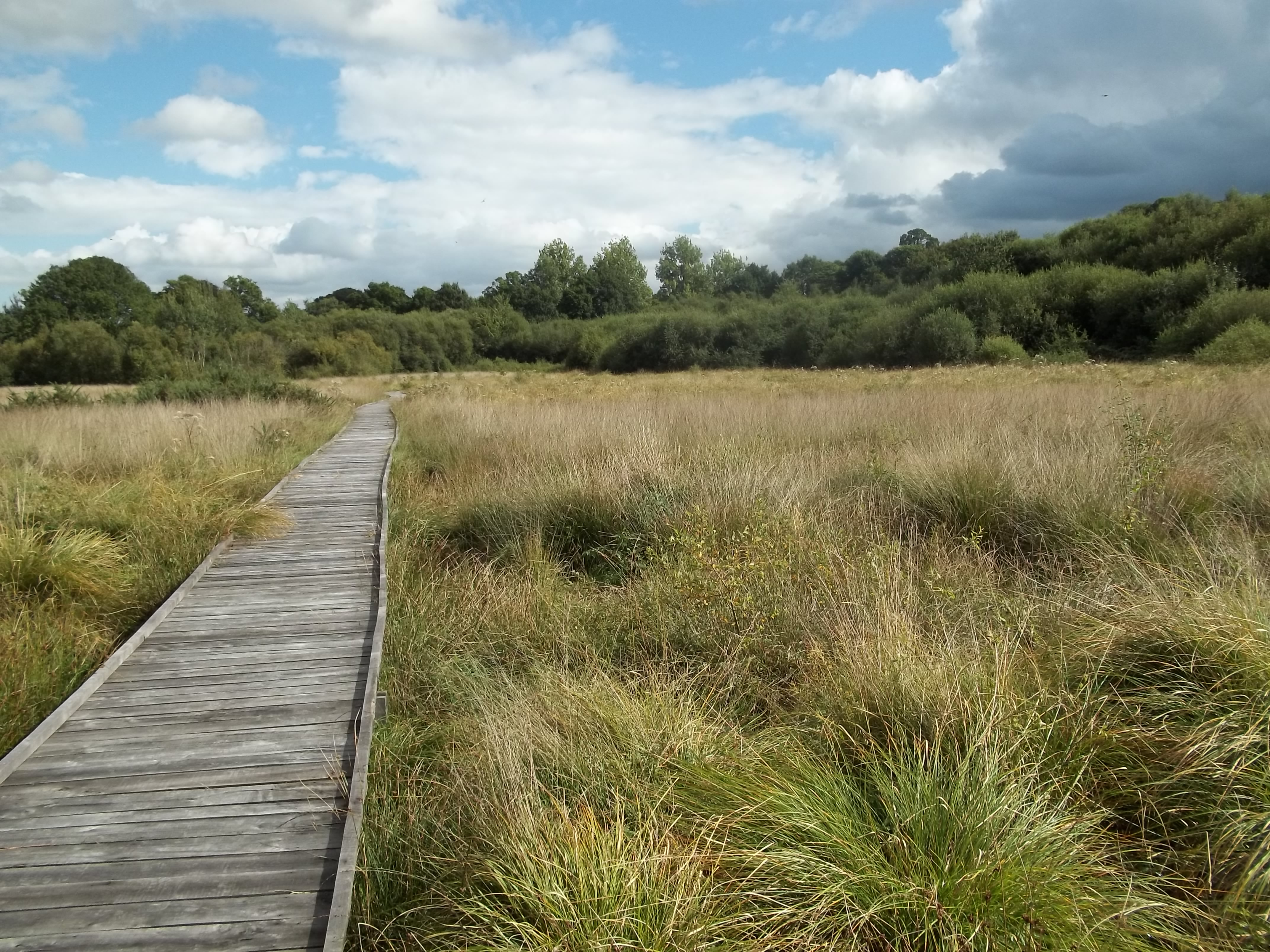
tourbières de Landemarais : le chemin de découverte sur pilotis.
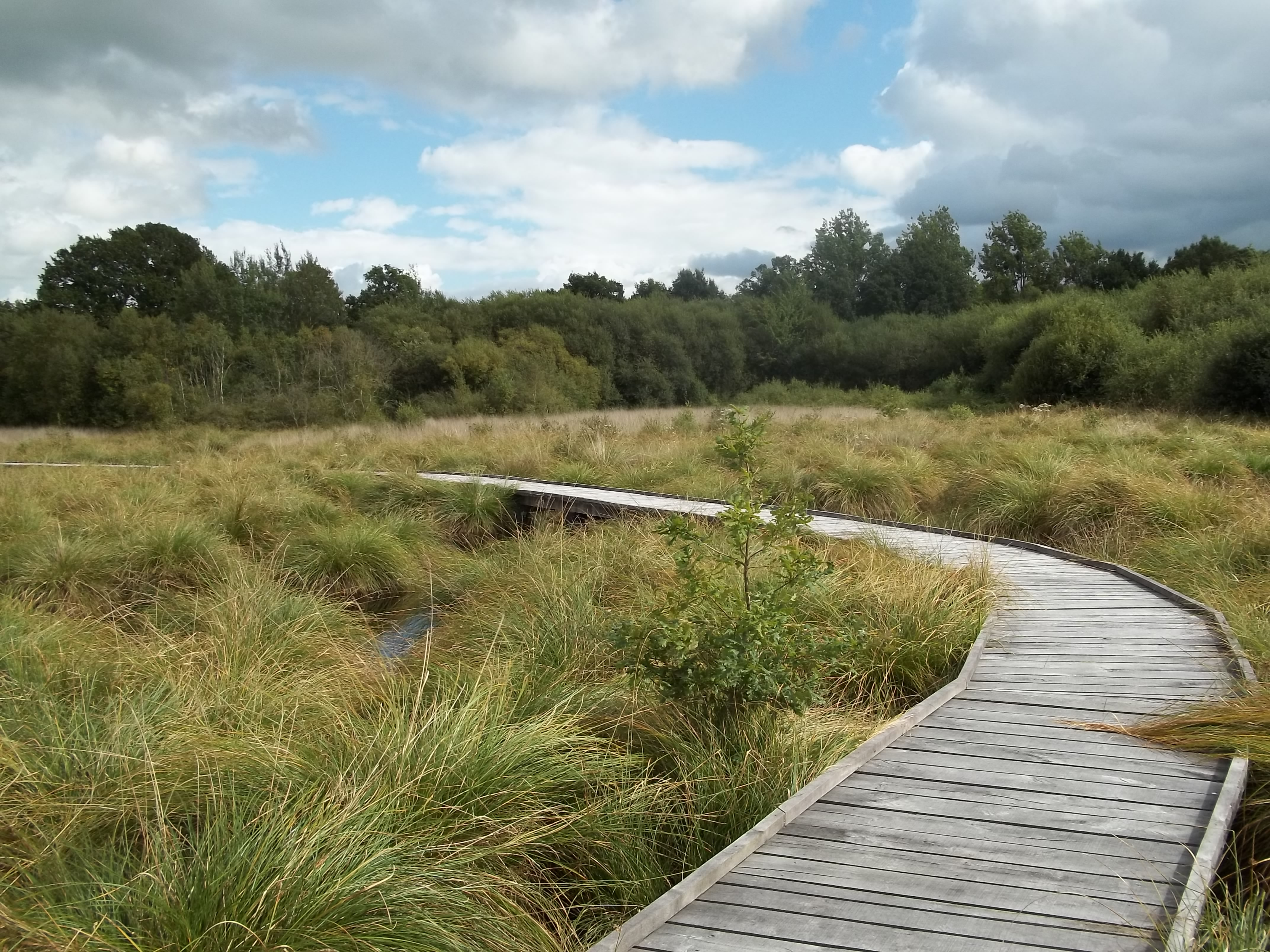
tourbières de Landemarais : vue depuis le chemin de découverte sur pilotis.
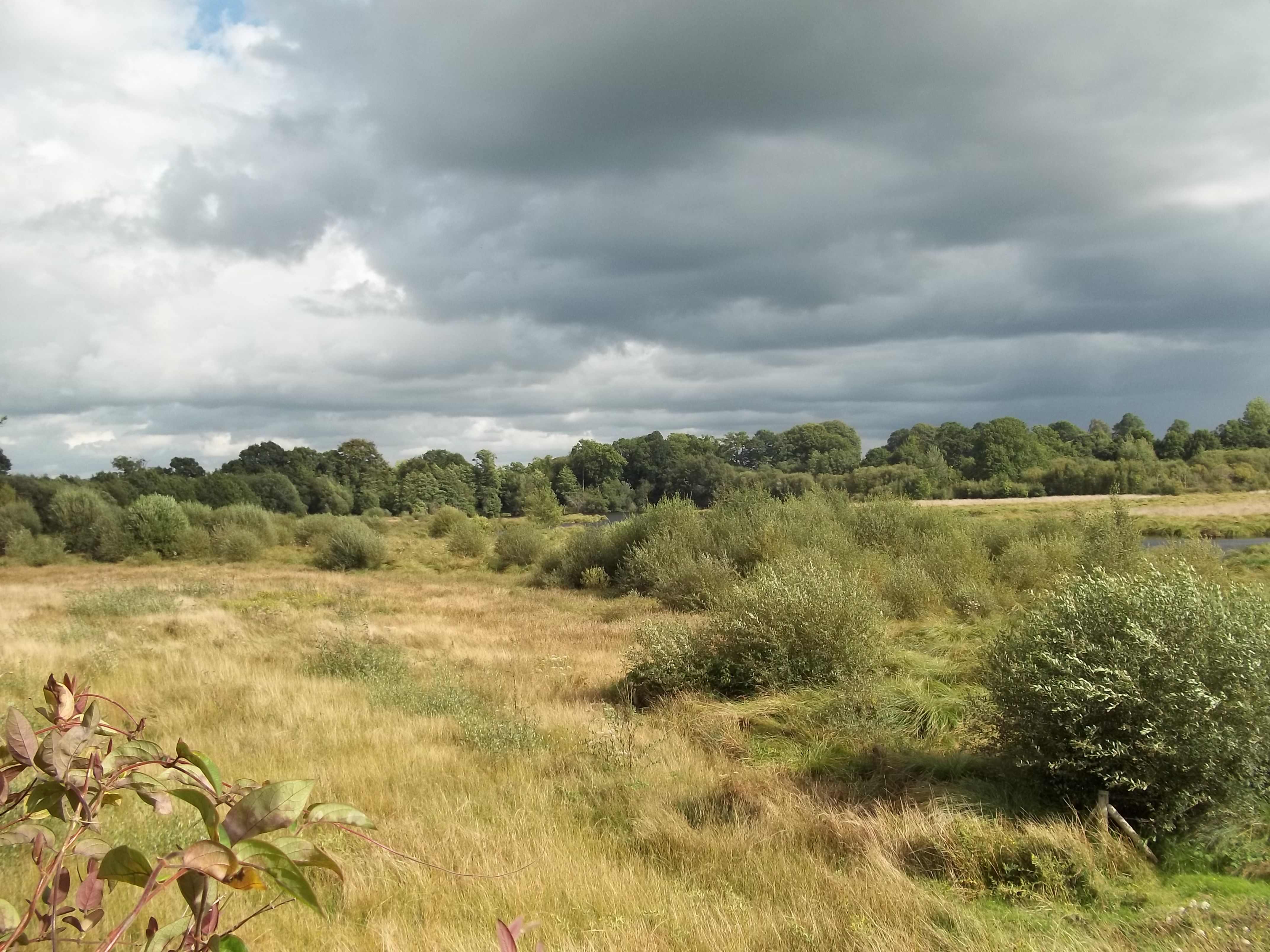
tourbières de Landemarais : autre vue depuis le chemin de découverte sur pilotis.

### Sources
- Louis Diard, La flore d'Ille-et-Vilaine, Atlas floristique de Bretagne,  Rennes, Siloë, 2005 p. 59-78 : exploitant la publication suivante :
- B. Clément, Typologie des zones humides de Bretagne- recherche de bio-indicateurs, Université de Rennes 1, laboratoire d'Écologie végétale, 1986.